# Yitzhak Berman
Yitzhak Berman (3 juin 1913 - 4 août 2013) est un homme politique israélien qui est ministre de l'Énergie et des Infrastructures d'août 1981 à septembre 1982. Il est également été président de la Knesset de 1980 à 1981.

## Biographie
Né à Berdytchiv dans le gouvernorat de Kiev de l'Empire russe (aujourd'hui en Ukraine), Berman fait son alya en Palestine mandataire en 1920. Il étudie dans une école normale à Jérusalem, avant de poursuivre des études de droit à Londres.
En 1939, il rejoint l'Irgoun et travaille au département de renseignement de l'organisation. En 1941, pendant la Seconde Guerre mondiale, il s'enrôle dans l'armée britannique et sert dans les services de renseignement. Il sert également dans les Forces de défense israéliennes entre 1948 et 1950, combattant lors de la guerre israélo-arabe de 1948.
En 1950, il commence à travailler comme conseiller juridique de l'usine Kaiser-Fraizier à Haïfa, devenant directeur général au moment de son départ en 1954. En 1951, il rejoint les Sionistes généraux et devient président de la branche du parti à Tel-Aviv en 1964. En 1974, il devient président du secrétariat national du parti et aux élections de 1977, il est élu à la Knesset sur la liste du Likoud (dont les Sionistes généraux sont devenus une faction). Après avoir été réélu en 1981, il est nommé ministre de l'Énergie et des Infrastructures dans le gouvernement de Menahem Begin. Il démissionne de son poste le 30 septembre 1982 en raison de l'attitude du gouvernement envers la Commission Kahan, qui enquête sur le massacre de Sabra et Chatila.
Berman perd son siège aux élections de 1984. En 1986, il est l'un des fondateurs du Parti libéral du Centre, et l'année suivante, il est l'un des fondateurs du Parti du Centre (sans lien avec le futur Parti du Centre).
Il passe ses dernières années dans une maison de retraite à Tel Aviv. Il est décédé le 4 août 2013 à Tel Aviv à l'âge de 100 ans et est enterré au mont Herzl à Jérusalem.